# Herbario Augusto Weberbauer

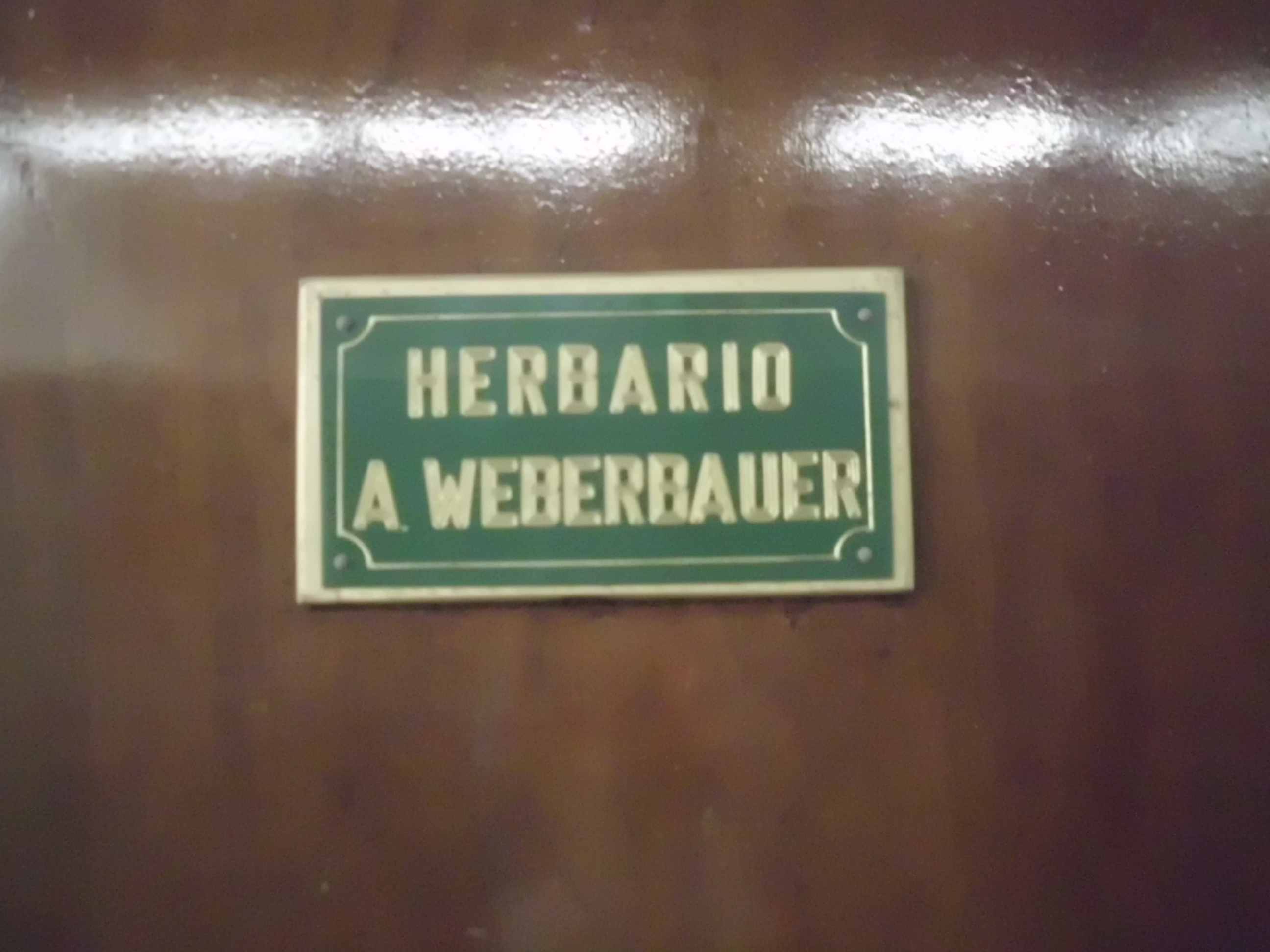
Herbario Augusto Weberbauer.

El Herbario "Augusto Weberbauer", conocido internacionalmente por el acrónimo MOL, es el herbario de la Universidad Nacional Agraria La Molina, ubicado en el distrito de La Molina, en Lima, Perú, donde se preserva la colección típica de Augusto Weberbauer, botánico alemán que estudió las formaciones vegetales de los Andes peruanos. Además, también se custodia las colecciones de otros botánicos peruanos e internacionales, como Nicolás E. Esposto. Se encuentra adscrito al Departamento Académico de Biología de la Facultad de Ciencias de dicha casa de estudios. 

## Historia
El Dr. Augusto Weberbauer, personal de la Escuela Nacional de Agricultura, recorrió casi todo el Perú colectando y describiendo las principales formaciones vegetales, desde 1908 hasta 1947. Entre 1948 y 1949, el Dr. Ramón Ferreyra, discípulo suyo, recupera y rehabilita la colección de A. Weberbauer, que consta de 5000 ejemplares, entre ellos alrededor de 300 tipos. Sobre la base de esta colección, y con apoyo del Director de la Escuela Nacional de Agricultura, el Ing. Alberto León, se funda el Herbario MOL. En esta labor colaboró la Dra. Emma Cerrate; posteriormente Félix Woytkowski (1953-1954) y Octavio Velarde (1952-1963). La colección se incrementa a 10381 con los ejemplares de R. Ferreyra, colectados en la Expedición al Huallaga y a otros lugares, y con las muestras (muchas de ellas típicas) de Carlos Ochoa. Asimismo, se encuentran también las colectas de otros discípulos prominentes del Dr. Weberbauer, como O. Velarde. La última gran colección con la que cuenta el herbario es la de Graciela Vilcapoma sobre la flora del valle del Chillón. En la actualidad, se tiene una colección de aproximadamente 38 000 ejemplares, a los que hay que sumar los 30 000 ejemplares del Herbario Forestal, incorporado como MOL Forestal o MOLF. 

## Investigación
La investigación está dirigida a las diferentes líneas de la ciencia vegetal, con énfasis en florística, que permite dar a conocer las especies, y ampliar su rango de distribución. Los trabajos taxonómicos son aquellos que mejor definen al herbario. La descripción de especies nuevas, la clasificación de muestras recibidas, las discusiones nomenclaturales y la continua revisión de los ejemplares típicos es el pilar fundamental de nuestro trabajo.
En la investigación etnobotánica se revalora los conocimientos tradicionales asociados a los usos y nombres vernaculares de la flora local, muchos de los que cobran mayor importancia en la actualidad debido a los descubrimientos recientes de sus propiedades.
También se lleva a cabo estudios anatómicos que aportan al conocimiento de la estructura microscópica interna de las plantas, con especial atención a aquellos caracteres vegetativos que revistan importancia ecológica.
Finalmente, se realiza investigaciones ecológicas, que permiten dilucidar la función de las especies en su ambiente, así como la relación que esta tiene con los componentes bióticos o abióticos de su entorno. Para esto se puede trabajar con la planta entera o algún órgano en particular.